# Граммікеле
Граммікеле, Ґраммікеле (італ. Grammichele, сиц. Grammicheli) — муніципалітет в Італії, у регіоні Сицилія,  метрополійне місто Катанія.
Граммікеле розташоване на відстані близько 560 км на південь від Рима, 150 км на південний схід від Палермо, 55 км на південний захід від Катанії.
Населення — 13 504 особи (2014).
Щорічний фестиваль відбувається 8 травня. Покровитель — святий Архангел Михаїл.
Ґраммікеле належить до невеликого числа міст з найбільш упорядкованою структурою у світі. Місто збудовано після великого сицилійського землетрусу 1693 року. Ті, хто вижив, збудували нове місто and і назвали його Ґраммікеле на честь святого Михайла, сподіваючись, що той захистить нове місто від нещасть у майбутньому. При плануванні й будівництві міста максимально дотримано шестикутної (гексагональної) симетрії, коли від центральної площі, яка має шестикутну форму, вулиці розходяться радіально під кутами 60 °, а "хорди", які з'єднують ці вулиці, паралельні сторонам шестикутної центральної площі.

## Демографія
Населення за роками:

Станом на 1 січня 2023 року в муніципалітеті офіційно проживав 791 іноземець з 46 країн, серед них 330 громадян країн Євросоюзу та 7 громадян України.

## Сусідні муніципалітети
- Кальтаджіроне
- Лікодія-Еубеа
- Мінео